# Pilot Glacier
Pilot Glacier är en glaciär i Antarktis. Den ligger i Östantarktis. Nya Zeeland gör anspråk på området. Pilot Glacier ligger 548 meter över havet.
Terrängen runt Pilot Glacier är bergig åt nordost, men åt sydväst är den kuperad. Trakten är obefolkad. Det finns inga samhällen i närheten.